# 鈴木崇文 (陸上選手)
鈴木 崇文（すずき たかふみ、1987年5月25日 -）は、日本の棒高跳選手。静岡県富士市出身。2009年世界陸上競技選手権大会に出場した。2010年の日本陸上競技選手権大会で優勝した。個人ベストは5.55mであり、2008年4月と2009年5月に記録している。日本の大学記録を所持していた。

## 経歴
富士市立富士中学校、静岡県立富士宮北高等学校、東海大学出身。東海大学卒業後はチームミズノアスレティックに所属した。

## 自己ベスト
| 種目 | 高さ   | 大会           | 開催地                                       | 開催日        | 備考                 |
| ---- | ------ | -------------- | -------------------------------------------- | ------------- | -------------------- |
| 屋外 | 5.55 m | 静岡県東部陸上 | 愛鷹広域公園多目的競技場（沼津市）           | 2008年4月19日 | かつての国内大学記録 |
| 屋外 | 5.55 m | 静岡国際       | 静岡県小笠山総合運動公園スタジアム（袋井市） | 2009年5月3日  |                      |

## 国際大会の成績
| 年       | 大会                     | 開催地                                                         | 順位      | 記録     |          |
| 日本代表 | 日本代表                 | 日本代表                                                       | 日本代表  | 日本代表 | 日本代表 |
| -------- | ------------------------ | -------------------------------------------------------------- | --------- | -------- | -------- |
| 2006     | アジアジュニア選手権大会 | 澳門運動場（中国・マカオ）                                     | 2位       | 5.20 m   |          |
| 2006     | 世界ジュニア選手権大会   | 朝陽スポーツセンター（中国・北京）                             | 24位 (qf) | 5.00 m   |          |
| 2007     | アジア選手権大会         | アンマン国際スタジアム（ヨルダン・アンマン）                   | 3位       | 5.10 m   |          |
| 2008     | アジア室内選手権大会     | カタール・ドーハ                                               | 2位       | 5.35 m   |          |
| 2009     | ユニバーシアード         | スタディオン・ツルヴェナ・ズヴェズダ（セルビア・ベオグラード） | 8位       | 5.25 m   |          |
| 2009     | 世界選手権大会           | ベルリン・オリンピアシュタディオン                             | 30位 (qf) | 5.25 m   |          |
| 2009     | アジア選手権大会         | 広東オリンピックスタジアム                                     | 5位       | 5.15 m   |          |
| 2010     | アジア競技大会           | 広東オリンピックスタジアム                                     | 5位       | 5.20 m   |          |
| 2011     | アジア選手権大会         | 神戸総合運動公園ユニバー記念競技場                             | 5位       | 5.20 m   |          |

## 国内大会の成績
- 日本陸上競技選手権大会
  - 2010年優勝
  - 2007年、2008年、2009年、2011年2位